# 地下組織 (映画)
『地下組織』（ちかそしき、Underground）は、1970年に公開されたアメリカ合衆国の戦争映画、ドラマ映画。監督はアーサー・H・ナデル。脚本はロン・ビショップ、アンドリュー・ルイス。出演はロバート・グーレ、ダニエル・ゴーベール、ローレンス・ドブキン、カール・ドゥーリング。アメリカ合衆国で1970年10月7日に公開された。

## キャスト
| 役名                 | 俳優                   | 日本語吹替                                               |
| 役名                 | 俳優                   | TBS版                                                    |
| -------------------- | ---------------------- | -------------------------------------------------------- |
| ドーソン             | ロバート・グーレ       | 井上孝雄                                                 |
| イボンヌ             | ダニエル・ゴーベール   | 小谷野美智子                                             |
| ブール               | ローレンス・ドブキン   | 大宮悌二                                                 |
| シュトリュッカー将軍 | カール・ドゥーリング   | 村越伊知郎                                               |
| へスラー少佐         | ヨアヒム・ハンセン     | 津嘉山正種                                               |
| モラバン             | アレクサンダー・ペレグ | 池田勝                                                   |
| 不明 その他          | N/A                    | 国坂伸 増岡弘 加藤正之 丸山詠二 黒部鉄 西村知道 鈴置洋孝 |
| 日本語スタッフ       |                        |                                                          |
| 演出                 |                        |                                                          |
| 翻訳                 |                        |                                                          |
| 効果                 |                        |                                                          |
| 調整                 |                        |                                                          |
| 制作                 | 制作                   | 東北新社                                                 |
| 解説                 | 解説                   | 荻昌弘                                                   |
| 初回放送             | 初回放送               | 1977年8月22日 『月曜ロードショー』                       |